# Уго Санчез
Уго Санчез Маркез (шп. Hugo Sánchez Márquez; Мексико Сити, 11. јула 1958) је бивши мексички фудбалер и тренер. Наступио је на три Светска првенства за репрезентацију Мексика. Био је пет пута најбољи стрелац шпанске лиге, други је најбољи стрелац шпанске лиге у историји. У избору ФИФЕ 1999. године, налази се на 26. месту на листи најбољих фудбалера 20. века, најбоље је рангирани фудбалер из Северне и Средње Америке. Најуспешнији је мексички фудбалер у историји. Током каријере играо је у Примери за Реал Мадрид седам година и освојио пет националних првенстава и један куп.
За мексичку фудбалску репрезентацију одиграо је 58 утакмица и постигао 29 голова. Наступио је на 3 светска првенства 1978., 1986., када је Мексико био домаћин и 1994. године. У 8 наступа дао је 1 гол.
С репрезентацијом није постигао велике успехе. Опростио се од клупског фудбала 1997. године играјући с Реалом на стадиону Сантијаго Бернабеу, а од репрезентације у квалификацијама за Светско првенство 1998.
Након повлачења, тренирао је мексички клуб УНАМ Пумас дужи низ година. Године 2004, клуб је освојио 4 трофеја у 4 такмичења у којима су учествовали. Следеће године, клуб је имао најгору сезону у историји и Санчез је напустио клуб.
Био је тренер шпанске Алмерије и спасио је клуб од испадања у другу шпанску лигу, смењен је у децембру 2009. године.